# 쇼트피스
《쇼트피스》(일본어: ショート・ピース 쇼토 피스[*], 영어: SHORT PEACE)는 2013년 공개된 일본의 애니메이션 영화이다.

## 개요
오토모 카츠히로 감독의 〈불의 요진〉(火要鎮), 모리타 슈헤이 감독의 〈츠쿠모〉(九十九), 안도 히로아키 감독의 〈GAMBO〉, 카토키 하지메 감독의 〈무기여 잘 있거라〉(武器よさらば) 등 총 4개의 작품의 옴니버스 형식으로 상영되었다. 처음 부분에는 모리모토 코지 감독의 오프닝 애니메이션이 흐른다. 제목의 유래는 오토모 카츠히로 감독의 작품집으로, 각각의 작품은 모두 일본을 테마로 하고 있다. 〈불의 요진〉과 〈츠쿠모〉는 이미 완성되었고, 2012년 안시 국제 애니메이션 영화제 및 제14회 히로시마 국제 애니메이션 페스티벌 단편 작품으로 단독 상영되었다. 그 후 〈GAMBO〉와 〈무기야 잘 있거라〉가 완성되고, 일반용으로 2013년 7월 20일에 공개되었다. 일본 내 25 스크린으로 소규모 공개하면서 2013년 7월 20일, 21일 이틀간 영화 관객 동원 순위 (흥행 통신사 조사)에서 첫 등장 12위를 차지했다.
또한 〈츠쿠모〉는 2014년 제86회 아카데미상 단편 애니메이션 작품상 부문 노미네이트, 제16회 문화청미디어예술제에서 애니메이션부문심사위원회추천작품으로 선정되었다.
〈불의 요진〉은 제67회 마이니치 영화 콩쿠르에서 오오후지 노부로 상 수상, 제16회 일본문화청 미디어 예술제에서 애니메이션 부문 대상을 수상하였다.

## 제작진
- 기획 : 아사누마 마코토, 카미야마 코이치, 우에무라 유지, 카와구치 요시타카, 이토 요시유키
- 제작 : 오시타사토시, 카와시로 카즈미, 토오야 노부유키, 우치다 켄지, 이노우에 슌지, 아키모토 카즈타카
- 프로듀서 : 츠치야 야스마사, 우치야마 다이스케, 무카이 모토키, 코이케 카츠미
- 제작위원회 : 반다이 남코 게임스, 반다이 비주얼, 덴쓰, 선라이즈, 란티스, 쇼치쿠
- 애니메이션제작 : 선라이즈
- 배급 : 쇼치쿠

## 오프닝

### 출연진
- 마이 - 하루나 후카

### 제작진
- 디자인워크・작화・감독 : 모리모토 코지
- 음악 : Minilogue
- CGI감독 : 시노다 슈지, 요시노 코이치

## 츠쿠모
츠쿠모 (일본어: 九十九, つくも)

### 출연진
- 남자 : 야마데라 고이치
- 옷감미녀 : 유우키 아오이
- 우산개구리 : 쿠사오 타케시

### 제작진
- 감독・각본 : 모리타 슈헤이
- 스토리 원안・콘셉트 디자인 : 키시 케이스케
- 캐릭터 디자인 : 사지키 다이스케
- CGI 감독 : 사카모토 류스케
- 미술 : 나카무라 고키
- 작화 감독 : 호리우치 히로유키
- CGI : 사토 코다이
- 음악 : 키타자토 레이지
- 음향감독 : 츠루오카 요타

## 불의 요진
불의 요진 (일본어: 火要鎮, ひのようじん)

### 출연진
- 와카 : 하야미 사오리
- 마츠키치 : 모리타 마사카즈

### 제작진
- 감독・각본 : 오오토모 가츠히로
- 캐릭터 디자인・비주얼 디렉터 : 오하라 히데카즈
- 음악 : 쿠보타 마코토
- 작화감독 : 토마루 타츠야
- 이펙트 작화감독 : 하시모토 타카시
- 연출 : 안도 히로아키
- 미술 : 타니구치 쥰이치, 혼마 사다아키
- CGI감독 : 시노다 슈지
- 화면설계 : 야마우라 마사요
- 음향감독 : 츠루오카 요타

## 감보
GAMBO (일본어: がんぼ)

### 출연진
- 카오 : 타무라 무츠미
- 니겐지 : 나미카와 다이스케

### 제작진
- 감독 : 안도 히로아키
- 원안・각본・크리에이티브 디렉터 : 이시이 카츠히토
- 캐릭터 디자인 원안 : 사다모토 요시유키
- 각본 : 야마모토 켄스케
- 캐릭터 디자인・작화 감독 : 요시가키 유스케
- 미술 감독 : 혼마 사다아키
- CGI 감독 : 코쿠보 마사시
- CG 애니메이션 치프 : 사카모토 류스케
- 색체설계・색지정 : 쿠보키 유이치
- 합성 치프 : 사토 코다이
- 음악 : 나나세 히카리
- 음향감독 : 츠루오카 요타

## 무기여 잘 있거라
무기여 잘 있거라 (일본어: 武器よさらば, ぶきよさらば)

### 출연진
- 멜 : 후타마타 잇세이
- 럼 : 단 토모유키
- 김렛 : 우시야마 시게루
- 진 : 오츠카 아키오
- 정키 : 오키아유 료타로

### 제작진
- 원작 : 오오토모 카츠히로
- 감독・각본 : 카토키 하지메
- 캐릭터 디자인 : 타나카 타츠유키
- 메카닉 디자인 : 카토키 하지메, 야마네 키미토시
- CGI 감독 : 若間真
- 작화 감독 : 호리우치 히로유키
- 미술 감독 : 오구라 히로마사
- 연출 : 모리타 슈헤이
- 그림콘티 : 카토키 하지메, 카타야마 카즈요시
- 스토리애드바이징 : 사토 쥰이치
- 색채 설계 : 야마우라 마사요
- 촬영 감독 : 타자와 지로
- 편집 : 세야마 타케시
- 음악 : 이시카와 토모히사
- 음향감독 : 츠루오카 요타

## 수상
츠쿠모
- 제16회 문화청미디어예술제애니메이션부문심사위원회추천작품

불의 요진
- 제16회 문화청미디어예술제애니메이션부문 대상
- 제67회마이니치영화제 오오후지노부로상